# Tuija Lehtinen
Tuija Lehtinen, född 12 december 1954 i Helsingfors, finländsk författare av främst ungdomsböcker i nutidsmiljö. 
På svenska har bl.a. utkommit Vingar mellan tårna, 1991 och Sopåkarprinsen, 2002. Hennes böcker om Laura (på finska) läses av många ungdomar. Böckerna har också filmats och visats på finländsk tv.

## Priser
- 1997 Topeliuspriset för Asvalttisoturi
- 2006 Topeliuspriset för www.liisanblogi.net